# Annette Gerlach

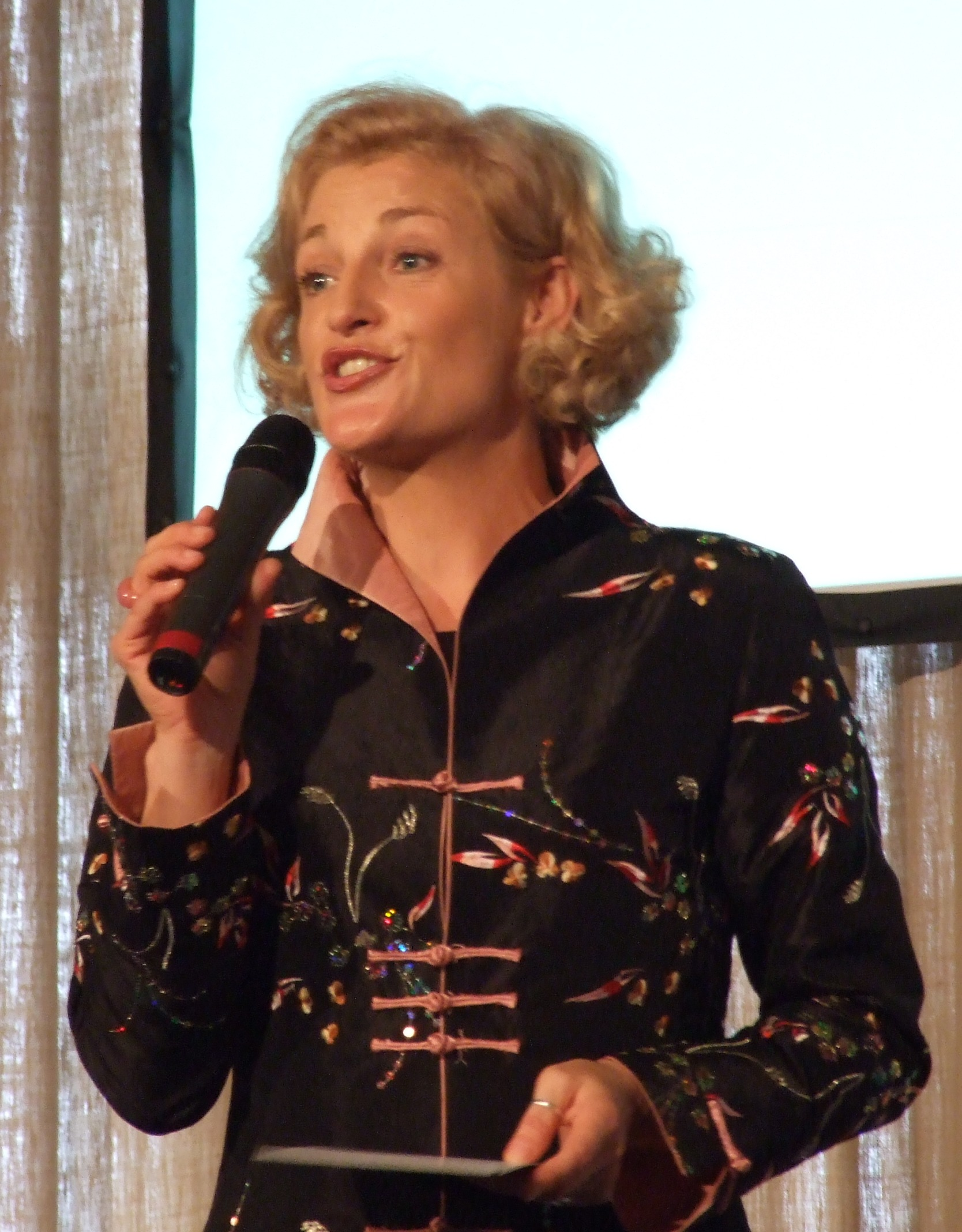
Annette Gerlach im Mai 2009

Annette Gerlach (* 16. Oktober 1964 in Berlin) ist eine deutsche Journalistin und Fernsehmoderatorin des deutsch-französischen Kultursenders Arte. Sie moderiert in deutscher und französischer Sprache.

## Leben
Die gebürtige Berlinerin lebt und arbeitet seit ihrer Studienzeit in Frankreich. Nach einem Wirtschaftsstudium begann sie ihre journalistische Karriere bei dem französischen Wochenmagazin Le Nouvel Observateur in Paris. 1992 wechselte sie zu dem damals neu gegründeten Fernsehkanal Arte in Straßburg. Seit 1998 moderiert sie die täglichen Nachrichten von Arte (zunächst Arte Info, seit 2010 Arte Journal). Parallel dazu leitete und präsentierte sie von 2004 bis 2010 Arte Kultur, das  Kulturmagazin des Senders. Darüber hinaus berichtet Annette Gerlach in Liveübertragungen von renommierten Kulturveranstaltungen aus aller Welt. Prominente Beispiele der letzten Jahre sind die Wiederöffnungen der Opern von Barcelona und Venedig (Gran Teatre del Liceu und Teatro La Fenice) oder auch das Theater festival von Avignon. Beispiele für Veranstaltungen aus 2012 sind die Salzburger Festspiele, die Internationalen Filmfestspiele von Cannes und die Bayreuther Festspiele. Bekanntheit erlangte sie ebenfalls durch ihre alljährliche Präsentation der Berlinale auf Arte. 2020 moderierte sie das vom Sender Arte ausgestrahlte Neujahrskonzert der Berliner Philharmoniker.

## Auszeichnungen
- 2008: Ernennung zum Chevalier de l’Ordre des Arts et des Lettres durch das französische Kulturministerium[3]
- 2006: Verleihung des Prix Richelieu des Vereins Défense de la langue française (vergleichbar mit dem „Verein Deutsche Sprache e.V.“).[4]
- Annette Gerlach ist im französischen Who’s Who vertreten.[5]

## Privates
Annette Gerlach war mit dem amerikanischen Dirigenten John Axelrod verheiratet und hat mit ihm eine Tochter, Tallulah. Sie lebt in Straßburg.